# 스누피: 더 피너츠 무비
《스누피: 더 피너츠 무비》(영어: The Peanuts Movie)는 2015년 공개된 미국의 3D 컴퓨터 애니메이션 코미디 영화이다. 블루 스카이 스튜디오가 제작, 20세기 폭스가 배급을 담당하였다. 찰스 M. 슐츠의 만화 《피너츠》를 바탕으로 하고 있으며, 스누피와 찰리 브라운의 데뷔 65주년을 기념해 제작되었다. 또한 대한민국에서는 고전 동명과 맞게 스누피를 붙여 스누피: 더 피너츠 무비라는 명으로 개봉하였다.

## 캐스트
- 빨간 머리 소녀의 엄마와 오트마 - 트로이 "트럼본 쇼티" 앤드루스
- 마시 - 레베카 블룸
- 패티 - 아나스타샤 브레디키나
- 빨간 머리 소녀와 프리다 - 프란체스카 안젤루치 카팔디
- 피피 - 크리스틴 체노웨스
- 라이너스 반 펠트 - 알렉스 가핀
- 슈로더 - 노아 존스톤
- 스누피와 우드스탁 - 빌 멜렌데스
- 루시 반 펠트 - 해들리 벨 밀러
- 찰리 브라운 - 노아 슈내프
- 샐리 브라운 - 마리엘 시츠
- 바이올렛 그레이 - 매디슨 쉽맨
- 프랭클린 - 마레릭 워커
- 셔미 - 윌리엄 분쉬

엔딩 크레디트에 스누피의 남매들이 카메오로 출연한다.

## 개봉
본 영화 상영에 앞서 블루 스카이의 개봉 예정 애니메이션 영화인 《아이스 에이지 5》의 홍보를 위하여, 아이스 에이지 단편 영화인 《스크랫의 우주대참사》가 상영된다.

## 반응

### 박스오피스
《스누피: 더 피너츠 무비》는 2015년 12월 22일 기준으로 북아메리카에서 $127,000,000, 그 외 지역에서 $25,500,000의 수익을 기록하였으며 전세계에서 $152,500,000의 수익을 기록하였다.
미국과 캐나다에서 개봉 첫날 $12,100,000, 첫주 $44,000,000의 수익(3D 상영 수익 비율 27%)을 기록하며 《007 스펙터》($70,400,000)에 이어 박스오피스 2위를 기록하였다. 미국 개봉 첫주에 북미 외에서는 12개국에서 $4,560,000의 수익을 기록하였는데 그 가운데 중국($2,760,000)과 이탈리아($1,160,000)가 많은 수익을 올렸다.

## 비디오 게임
영화를 바탕으로 한 비디오 게임 《더 피너츠 무비: 스누피의 원대한 모험》이 엑스박스 360, 닌텐도 3DS, Wii U, 엑스박스 원, 플레이스테이션 4로 2015년 11월 3일 액티비전을 통해 유통되었다.